# Girgaon
Girgaon, orthographié précédemment Girgaum, est un faubourg de la ville de Bombay, dans l'État du Maharashtra, en Inde. Il est situé au nord-ouest du centre-ville, aux abords de Malabar Hill, et dans le sud de la presque-île de Bombay ou Île de Salsette.
La coopérative de femmes Shri Mahila Griha Udyog Lijjat Papad y est fondée en 1959.